# Хоултаун
Хоултаун, Холтаун (англ. Holetown) — небольшой город в приходе Сент-Джеймс на Барбадосе.

## История
В 1625 году Холтаун стал местом первого английского поселения на Барбадосе — капитан Джон Пауэлл на пути из Южной Америки в Англию был вынужден высадиться на острове, и воспользовавшись этим, заявил права на Барбадос со стороны Великобритании. Отправляясь в метрополию, Пауэлл оставил Холтаун пустым.
17 февраля 1627 года брат Джона Пауэлла, Генри Пауэлл, на борту «Olive Blossom» прибыл в Холтаун со своим благодетелем, сэром Уильямом Куртином, английским торговцем голландского происхождения, пятьюдесятью поселенцами и 10 рабами-неграми. Памятник, воздвигнутый в ознаменование этой высадки на остров, ошибочно указывает дату как 1605 год. С 1977 года в городе проводится посвящённый этим событиям фестиваль Барбадос-Холтаун.
Название «Холтаун» происходит от ручья «Хол» (англ. The Hole), который образовывал безопасное место для основания города поселенцами. Иногда называемое Сент-Джеймс-Таун, поселение до 1629 года было единственным городом на острове. Холтаун как столица имел в своей черте первые плантации на Барбадосе, первое военное укрепление, первое здание суда и первый Дома губернатора; через город проходила трансатлантическая торговля с Бристолем, Лондоном и в течение короткого промежутка времени — с Бостоном. Когда 2 июля 1627 года король Яков I дал грант на все британские острова Карибского архипелага Джеймсу Хею, 1-му графу Карлайлу, значение Холтауна стало уменьшаться, а его население — сокращаться. Карлайл основал в южной части острова Бриджтаун, куда и перенёс столицу Бардабоса.
Самая старая церковь острова, приходская церковь Св. Иакова, была возведена здесь в 1628 году, через год после высадки первых поселенцев. В городе располагается Исследовательский институт Беллерса, кампус Макгиллского университета .

## Города-побратимы
- Великобритания — Харинги[8][9] (с 2009 года[10]).